# Византийска баня (Солун)
Византийската баня в Горния град (на гръцки: Βυζαντινό λουτρό Άνω Πόλης) е историческа постройка в град Солун, Гърция. Тя е единствената баня, запазена от средните периоди на византийския период на града. Разположена е на входа на Горния град на Солун.
От 1988 година е част от обектите на световното наследство на Юнеско като част от Раннохристиянските и византийските паметници в Солун.
Баните датират от края на XIII или началото на XIV век и работят непрестанно до 1940 година като мъжка и женска обществена баня. Оригиналната архитектура следва типичната за римските бани - с фригидариум, тепидариум и калдариум, като всяко отделение е с по две стаи. Въпреки че по византийско време баните са използвани смесено от мъже и жени, по време на Османската империя в банята са строго разделени мъжко и женско отделение.